# Hrušovany
Hrušovany (německy Hruschowan) jsou obec, která se nachází v okrese Chomutov v Ústeckém kraji. Žije v ní 536 obyvatel.

## Název
Název vesnice znamená ves Hrušovanů a je odvozen buď ze staršího názvu Hrušov, nebo podle místa odkud původní obyvatelé vesnice přišli. V historických pramenech se jméno vyskytuje ve tvarech: de Grussowan (1209), de Hrussowan (1266), na hrussowanech (1542), Hrussowany (1623) nebo Hruschowan a Hrussowa (1787).

## Historie

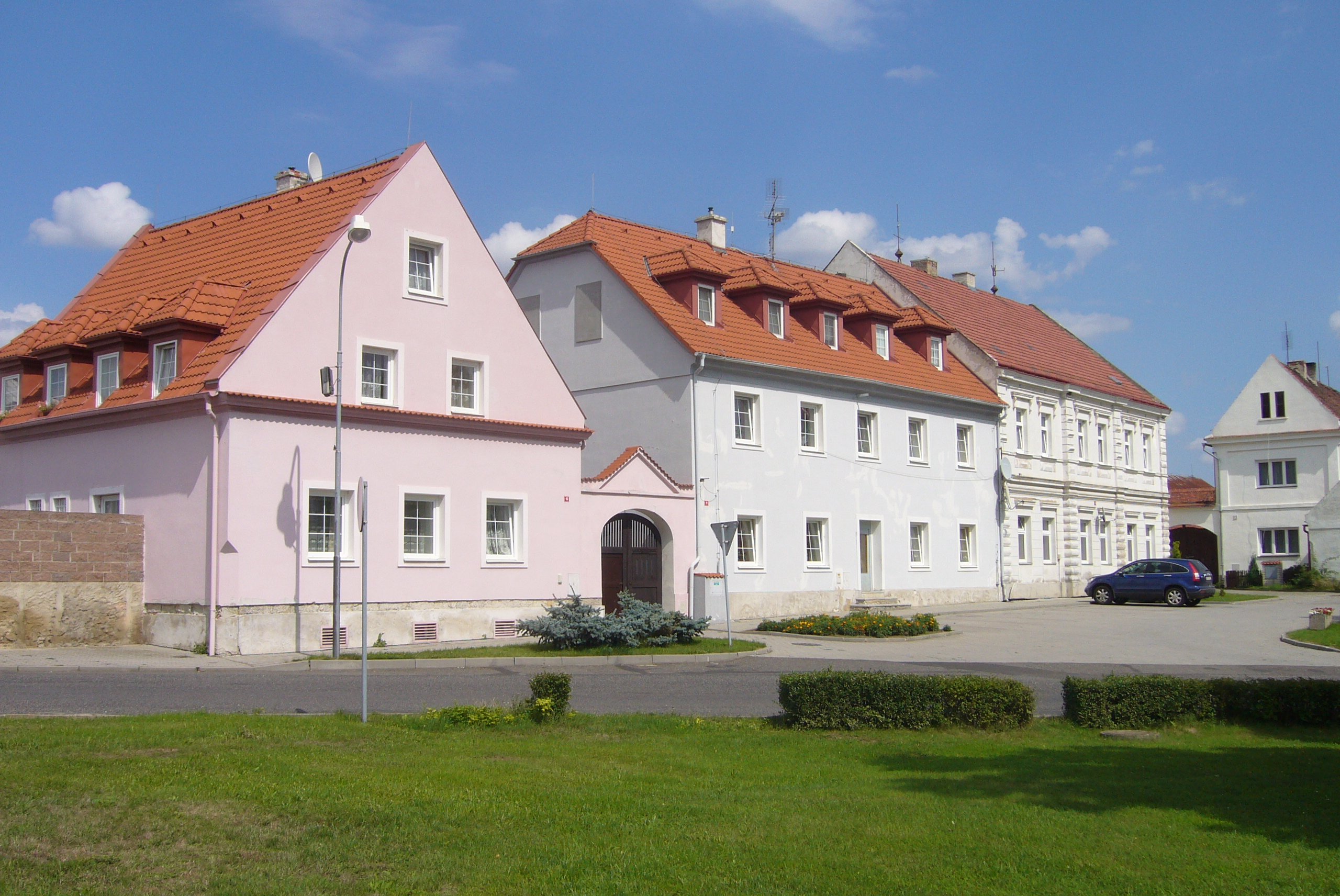
Náves

První písemná zmínka o vesnici pochází z roku 1209 a nachází se v listině oseckého kláštera, na níž jsou jako svědci uvedeni Bröd a jeho syn Thirsech z Hrušovan. Roku 1266 vesnice patřila jakémusi Štěpánovi a roku 1337 ji vlastnil jiný Štěpán z Hrušovan. Ve čtrnáctém století ve vsi stál farní kostel, k němuž roku 1380 vykonával podací právo Bořita z Pšovlk, který se o sedm let později o toto právo dělil s Litoltem z Moravěvsi. Roku 1404 byl v souvislosti s kostelem zmíněn Albert z Mor a v roce 1415 vesnici vlastnil nejspíše Heysso z Kozel.
Po roce 1516 byl majitelem vsi Jiří Oppeln, Zdenou Binterovou ztotožňovaný s Oplem z Fictumu na Šumburku. Později v šestnáctém století Hrušovany získali chomutovští páni z Veitmile a od nich roku 1573 Václav Popel z Lobkovic. Lobkovicové vesnici roku 1602 prodali Jiřímu Hochhauserovi z Hochhausu, který si v ní nechal postavit renesanční tvrz. V té době se ve vsi rozšířil protestantismus a u vesnického kostela působil protestantský pastor. Jiřího syn Jan Mikuláš Hochhauser roku 1623 Hrušovany ztratil v pobělohorských konfiskacích. Konfiskát koupil Florián Jetřich Žďárský ze Žďáru.
V době třicetileté války a krátce po ní Hrušovany spravovali hejtmani, kterými byli Johan Hrasky v letech 1624–1631 a Christof Körner (1650–1651). Podle berní ruly z roku 1654 vesnici tvořilo sedmnáct selských usedlostí a v panské poustce žilo osm nádeníků. Ve vsi se nacházel panský vodní mlýn s jedním kolem na nestálé vodě a pracoval zde jeden učitel. Roku 1655 vesnici získali Negroniové z Riesenbachu a podle zápisu ze srpna 1656 v ní žilo jedenáct sedláků a jeden chalupník. Na polích se pěstovala především pšenice, ale choval se také dobytek. Roku 1739 došlo k významné změně majitele, protože tehdejší vlastník hrabě z Klebelsberku Hrušovany prodal městu Chomutovu. Pro město představovala vesnice významný majetek, k jehož správě vedlo množství podrobných dokumentů.
V srpnu roku 1813 okolo vesnice táhlo ruské vojsko k bitvě u Lipska a 20. srpna na zdejší faře přenocoval car Alexandr I.
V první třetině devatenáctého století se u vsi těžilo hnědé uhlí, ale doly byly uzavřeny už ve třicátých letech. Roku 1840 byla za dva tisíce zlatých postavena nová školní budova. Provoz školy měl být hrazen z výnosů zemědělských pozemků o výměře osmi strychů. Po polovině devatenáctého století se v okolí vesnice rozvíjely cihelny. Koncem téhož století měřilo správní území Hrušovan 446 hektarů a v hospodářství dominovalo zemědělství. Pěstovala se pšenice, ječmen, cukrová řepa, chmel, ovoce a zelenina. Živnost provozovali truhlář, krejčí, kovář, dva tesaři, dva zedníci, dva hostinští a jeden kupec. Za dalšími službami však museli obyvatelé vsi docházet. Poštu měli v Hořeticích, četnickou stanici v Březně a lékaře v Údlicích. Roku 1890 byl založen Vysazovací a okrašlovací spolek.
Od padesátých let dvacátého století v Hrušovanech působil Sokol, Svaz Cikánů – Romů a myslivecký spolek Hubertus. Založeno bylo jednotné zemědělské družstvo 9. květen – Hrušovany.
Podobu vesnice významně ovlivnily demolice řady budov, zejména zámku a kostela v šedesátých letech dvacátého století. Naproti tomu bylo postaveno množství rodinných a bytových domů a prodejna smíšeného zboží. V sedmdesátých letech dvacátého století vznikla nová budova kasáren s přilehlými bytovými domy. Armáda je přestala využívat 1. ledna 2000.

## Obyvatelstvo
Při sčítání lidu v roce 1921 zde žilo 244 obyvatel (z toho 108 mužů), z nichž bylo 239 německé a pouze pět československé národnosti. Kromě tří evangelíků a jednoho člověka bez vyznání patřili k římskokatolické církvi. Podle sčítání lidu z roku 1930 měla vesnice 240 obyvatel: osm Čechoslováků a 232 Němců. Všichni se hlásili k římskokatolické církvi.
|                                                         | 1869 | 1880 | 1890 | 1900 | 1910 | 1921 | 1930 | 1950 | 1961 | 1970 | 1980 | 1991 | 2001 | 2011 | 2021 |
| ------------------------------------------------------- | ---- | ---- | ---- | ---- | ---- | ---- | ---- | ---- | ---- | ---- | ---- | ---- | ---- | ---- | ---- |
| Obyvatelé                                               | 260  | 278  | 254  | 258  | 277  | 244  | 240  | 163  | 159  | 166  | 139  | 162  | 194  | 383  | 430  |
| Domy                                                    | 51   | 55   | 57   | 54   | 58   | 55   | 59   | 47   | 54   | 36   | 36   | 54   | 52   | 63   | 84   |
| Data z roku 1961 zahrnují i domy z místní části Lažany. |      |      |      |      |      |      |      |      |      |      |      |      |      |      |      |

## Obecní správa a politika
Při sčítání lidu v roce 1869 Hrušovany byly, a nadále jsou, obcí v okrese Chomutov. Od roku 1960 k ní patří části obce Lažany a Vysočany.
Při volbách do obecních zastupitelstev konaných 22. května 1938 v Hrušovanech žilo 156 voličů. Volby však neproběhly, protože kandidátní listinu podala pouze Sudetoněmecká strana, která se tak automaticky stala vítězem voleb.

## Pamětihodnosti

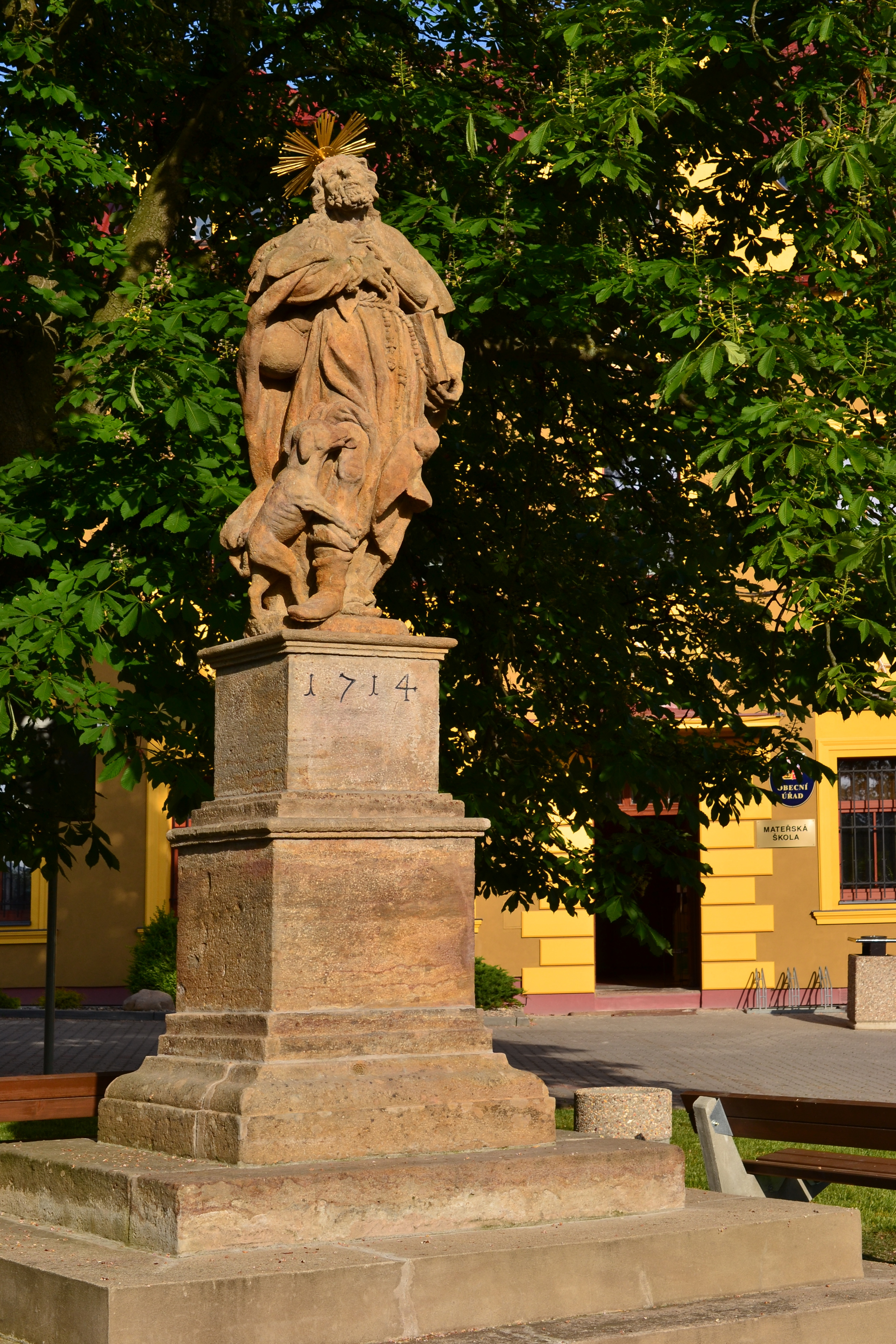
Socha svatého Rocha

Dochovanými památkami na návsi jsou památkově chráněná socha svatého Rocha na stupňovitém soklu z roku 1714 a pomník Hanse Kudlicha z roku 1925.
Barokní kostel svatého Bartoloměje, který stával na návsi, byl zbořen v roce 1966. Západně od kostela stával barokní hrušovanský zámek založený po roce 1602.
Téměř beze zbytku zanikly také dvě kaple. Severozápadně od vesnice stávala u cesty do Všehrd výklenková kaple s pískovcovým sousoším svaté Anny Samotřetí z počátku devatenáctého století, ze které zůstalo jen několik kamenů na okraji pole. Další kaple stávala na jihovýchodním okraji zemědělského areálu na východním okraji vesnice. Měla obdélný půdorys s trojúhelníkovým štítem a sanktusovou vížku. Na křižovatce silnic do Chomutova a Lažan bývala boží muka na sloupu s reliéfy z roku 1675.